# Anna Auziņa
Anna Auziņa (née le 18 avril 1975 à Riga) est une peintre et poète lettonne.

## Biographie
Anna Auziņa est la fille du poète Imants Auziņš et de la traductrice Irina Cigaļska. Elle est la sœur de la traductrice Irēna Auziņa.
Elle fait ses études secondaires (1987-1994) à l'école spécialisée dans les arts plastiques (Jaņa Rozentāla Rīgas mākslas vidusskola). En 1998, elle est diplômée du département de peinture de l'Académie des beaux-arts de Lettonie et approfondit son apprentissage du dessin et de la peinture dans les ateliers de Juris Jurjāns,  Nordmunds Brasliņš et Kristaps Zariņš (2001).
Elle expose régulièrement depuis 1994. Plusieurs expositions personnelles lui ont été consacrées. Elle gagne sa vie comme auteur de texte pour des agences publicitaires. Elle publie ponctuellement des articles de critique consacrés à l'art ou à la littérature.
Ses premiers poèmes ont été publiés en 1991. Trois recueils poétiques ont été donnés à ce jour. 
Elle a été récompensée par le Prix Klāvs Elsbergs pour le recueil Atšķirtie dārzi (1994), par le Prix "Preses nams" pour le livre Slēpotāji bučojas sniegā (2001), le Prix Olivereto pour le poème Man iekšā ir grāmata (2008) et enfin le Prix de la revue Latvju Teksti et le Prix Ojārs Vācietis pour le recueil Es izskatījos laimīga (2011).

## Poésie
- Atšķirtie dārzi. Rīga: Uguns, 1995.
- Slēpotāji bučojas sniegā. Rīga: Preses nams, 2001.
- Es izskatījos laimīga. Rīga: Mansards, 2010.
- Six Latvian Poets. Atdz. Ieva Lešinska. Lielbritānija: Arc Publications, 2011.
- Le poème Identité (2014) en français (http://latviskifranciska.blog.lemonde.fr/